# Kathelijne van der Straeten
Kathelijne van der Straeten (omstreeks 1520 - 1575) was abdis van Groot-Bijgaarden van 1542 tot haar overlijden.
Kathelijne van der Straeten was de dochter van Gillis van der Straeten, heer van Bodegem en schepen van Brussel. In 1542 volgde zij haar zuster Franchoyse op als overste van de priorij van Groot-Bijgaarden.  Zij slaagde erin haar klooster door paus Paulus III te laten verheffen tot een volwaardige abdij, met dezelfde rechten als de abdijen van Ter Kameren en Vorst (pauselijke brief van 19 januari 1548). Strikt genomen werd zij dus de allereerste abdis.